# Cratere Pollux
Pollux è un cratere sulla superficie di Epimeteo.